# Ромінтенська пуща
Ромінтенська пуща, Ромницька пуща, Червоний ліс (нім. Rominter Heide, пол. Puszcza Romincka) — ліс у Нестеровському районі Калінінградської області Росії і Вармінсько-Мазурському воєводстві Польщі. Загальна площа лісового комплексу — приблизно 360 км², приблизно дві третини пущі знаходяться в Росії, одна третина — у Польщі. Частина польської Ромінтенської пущі має статус території, що охороняється. Російська частина пущі також відома як Червоний ліс, за назвою лісгоспу, який, у свою чергу, названий по селищу (Краснолісся).
Єдиний великий населений пункт на території пущі — селище Краснолісся. На околиці пущі розташований польське місто Голдап.

## Історія

### З тевтонських часів до кінця XIX століття
У часи Тевтонського ордена пуща використовувалася в основному як місце для полювання. Щороку, а іноді й кілька разів на рік, як правило влітку, гросмейстери Тевтонського ордену разом зі своїми гостями відправлялися на велике полювання в Ромінтенську пущу. Таке велике полювання могло тривати тижнями. В інший час лицарі дозволяли полювати в пущі місцевим жителям. У пущі також збирали мед диких бджіл, віск та інші дари природи.
Після того як в 1525 році Пруссія стала світською державою, право місцевих жителів на полювання в пущі стало обмежуватися, полювання в Ромінтенській пущі стала привілеєм знатних дворян.
З 1739 року пуща стала охоронятися за наказом прусського короля. Вирубка лісу і інші види людської діяльності в пущі були обмежені.

### Мисливська садиба кайзера Вільгельма

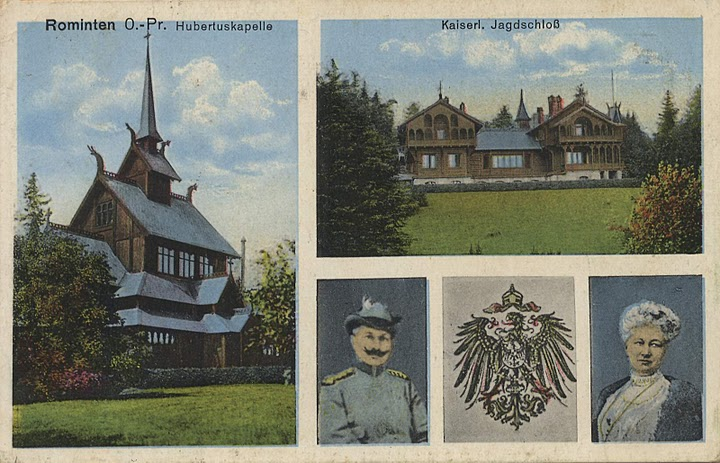
Поштова листівка. Мисливська садиба кайзера Вільгельма II в Ромінті

У 1890 році, 23 вересня, в пущі побував кайзер Вільгельм II. Природа пущі настільки сподобалася йому, що він вирішив влаштувати тут свою мисливську резиденцію. До 1893 році за проектом двох норвезьких архітекторів в пущі був побудований дерев'яний мисливський будинок і капела, витримані в традиційному норвезькому стилі. Ці дві будівлі були створені в Норвегії та їх привезли в Східну Пруссію в розібраному вигляді. Пізніше садиба була прикрашена статуями тварин. Садиба поступово розширювалася, в ній будувалися додаткові будови, такі як будинки лісників. Садиба знаходилася поруч з селищем Ромінти (нині Райдужне).
Вільгельм не тільки відпочивав у своїй ромінтенській садибі, але і зустрічався тут з іноземними політиками, у тому числі з російським царем Миколою II і Сергієм Вітте. У мемуарах останнього є докладний опис зустрічі в мисливській садибі.
Після Першої світової війни мисливська садиба Вільгельма стала належати державі. У тридцяті роки садиба стала доступною для відвідування туристами.
До наших днів не збереглася садиба. Частина її будівель згоріла, частина була розібрана і перенесена в інші місця. Одна з будівель тепер розташована в Центральному парку Калінінграда (більярдна).
Одна зі скульптур тварин, що прикрашали садибу, тепер знаходиться в саду Блонє в Смоленську (скульптура оленя, створена в 1909 році прусським скульптором Ріхардом Фризе).

### XX століття

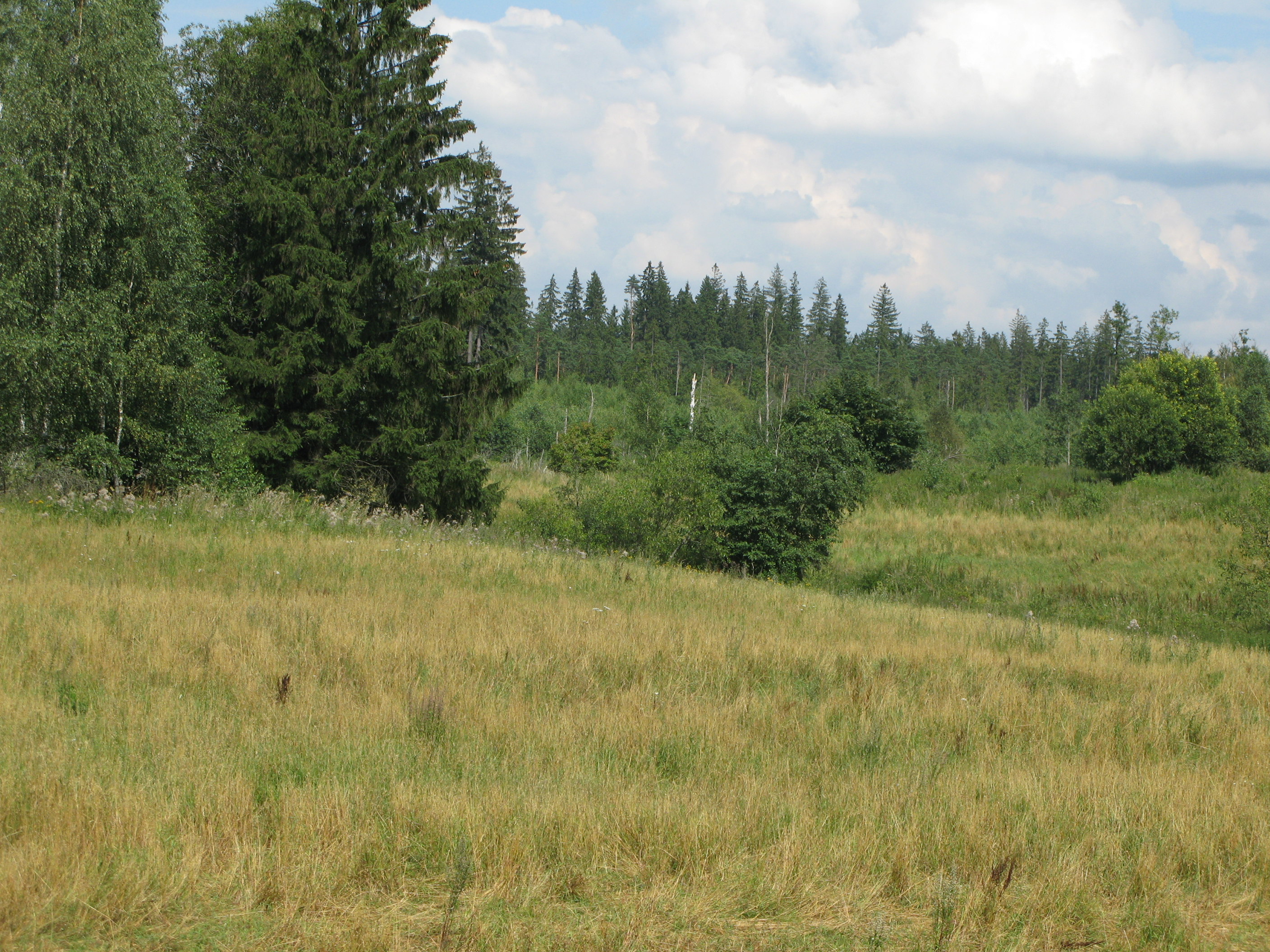
Пейзаж у польській частині Пущі

У тридцятих роках Ромінтенську пущу облюбував Герінг. Поруч з колишньою садибою Вільгельма в 1936 році він влаштував свою власну мисливську дачу. На дачі Герінга проводилися зустрічі відомих нацистів, у тому числі Генріх Гіммлер, Еріх Кох, Йоахім Ріббентроп.
Після Другої світової війни пуща була поділена між Польщею та СРСР. В Радянській частині лісу проводилися промислові лісозаготівлі, але також велися та лісовідновлювальні роботи. Завдяки тому, що ліс знаходився в прикордонній зоні, його господарське використання було обмежене.

## Рельєф
Рельєф пущі горбистий (вона розташована на Віштинецькій височині). Найвищі пагорби пущі — Королівська гора (218 м над рівнем моря), Замкова гора (195 м) — розташовані в польській її частини.
У пущі багато озер. Найбільше озеро — Віштинецьке, але пуща прилягає до нього лише з одного боку. Інші відносно великі озера — Червоне (Голдап), Маринове, Камишове. Крім них є декілька невеликих озер. По території пущі протікають річки Пісса, Протока, Червона (Ромінта) і безліч невеликих струмків.

## Флора і фауна
Більшу частину території Ромінтенської пущі формують ліси, також є численні болота. Велика частина лісів змішані, молоді та середньовікові, які виросли після Другої світової війни. Старі ліси рідкісні і зустрічаються на невеликих площах. У них ростуть дуби і граби, місцями липи. Зустрічаються також сосни і ялини, вік яких понад 140 років, висотою до 46 метрів з діаметром стовбура понад 1 метра.
Найбільш поширені береза бородавчаста, осика, граб звичайний, клен гостролистий, ясен звичайний, вільха. У польській частині пущі зустрічаються хвойні ліси з великою кількістю ялини.
У лісі живуть 47 видів ссавців, в тому числі благородні олені, лосі, вепри, бобри, сарни, куниці, ондатри, ласки. Зустрічаються єнот уссурійський, вовк, рись, видра. У річці Червоній водяться чотирнадцять видів риб, у тому числі вугор, щука, в'язь, марена, а також струмкова форель.